# Harald Kuhlmann
Harald Kuhlmann (* 1943) ist ein deutscher Schauspieler und Theaterautor.

## Leben
Nach seiner Ausbildung an der Max-Reinhardt-Schule für Schauspiel und ersten Engagements – unter dem Künstlernamen Harald Oslender – am Wiener Theater in der Josefstadt und am Schauspielhaus Zürich gehörte Harald Kuhlmann 1970 zu den Gründungsmitgliedern der neu formierten Schaubühne in Berlin und spielte in Inszenierungen von Peter Stein: Die Mutter, Peer Gynt, Optimistische Tragödie, Fegefeuer in Ingolstadt. 1975 wurde er mit der Rolle des Kriminalkommissar Moeding in Volker Schlöndorffs Die verlorene Ehre der Katharina Blum dem Kinopublikum bekannt. Weitere Filmrollen: in Klaus Emmerichs Erziehung durch Dienstmädchen (1974), in Eberhard Hauffs Der Fall Bundhund (1976), in Edgar Reitz’ Der Schneider von Ulm (1978), in Gabi Kubachs Rendezvous in Paris (1981) und in Hajo Gies’ Ruhe sanft, Bruno (1983). Seine bisher letzte Filmhauptrolle spielte Harald Kuhlmann 1986 an der Seite von Agnes Fink und Rosel Zech in Diethard Klantes Betrogene Liebe.
Harald Kuhlmann ist seitdem hauptsächlich am Theater tätig, so gemeinsam mit Otto Sander, Edgar Selge und Walter Schmidinger auf Tournee an der Akademie der Künste, im Schauspielhaus Zürich, im Deutschen Theater Berlin, in Köln und Stuttgart mit Peter Weiss’ szenischer Lesung Die Ermittlung (1988). Weitere Bühnenrollen unter anderem am Schauspiel Frankfurt/Main in Shakespeares Hamlet (Königin Gertrud), in Arthur Millers Hexenjagd (Pastor Hale), in Horvaths Zur schönen Aussicht (Strasser), am Kölner Schauspiel in Goethes Clavigo (Karlos), am Staatstheater Stuttgart in Ibsens Nora (Krogstad), in Tschechows Drei Schwestern (Kulygin) und am Schauspielhaus Zürich in Büchners Dantons Tod (Thomas Payne), in Maxim Gorkis Nachtasyl (Baron). Im TV spielte er u. a. in Ein Fall für zwei, Der Fahnder und in Verfilmungen von Bühnenstücken, so 1977 für das ZDF in Jürgen Flimms Inszenierung von Dantons Tod (Lacroix) am Deutschen Schauspielhaus Hamburg und den Hoftui in Brechts Turandot oder Der Kongress der Weißwäscher (Regie ebenfalls Flimm). 
Nebenbei schreibt Harald Kuhlmann Dramen und Komödien, in denen er gelegentlich auch selbst auftrat: Pfingstläuten, uraufgeführt 1981 am Staatstheater Darmstadt; Wünsche und Krankheiten der Nomaden, Schauspiel Frankfurt/Main 1987 (mit Thomas Thieme); Engelchens Sturmlied, Schauspielhaus Zürich 1993 (mit Kuhlmann, Stephan Benson, Tilo Nest und Hans Dieter Zeidler in den Hauptrollen, Inszenierung Uwe Eric Laufenberg); Jesabels Rache, Staatstheater Hannover 1997.
1986 erhielt er die Fördergabe des Friedrich-Schiller-Gedächtnispreises des Landes Baden-Württemberg. 
Harald Kuhlmann lebt in Köln und spielte in der Saison 2011/12 an der Kölner Oper den Haushofmeister in Ariadne auf Naxos von Richard Strauss und Hugo von Hofmannsthal, inszeniert von Uwe Eric Laufenberg. Im Jahr 2022 publizierte er sein Buch Wo die Glocken hängen. Aus meinem Leben.

## Filmografie (Auswahl)
- 1975: Die verlorene Ehre der Katharina Blum
- 1978: Der Schneider von Ulm
- 1981: Rendezvous in Paris
- 1983: Ein Fall für zwei: Die große Wut des kleinen Paschirbe
- 1985: Betrogene Liebe